# Los isleros (película)
Los isleros es una película argentina de 1951, dirigida por Lucas Demare, con guion  de Ernesto L. Castro sobre la novela homónima escrita por él mismo. Fue protagonizada por Tita Merello, Arturo García Buhr, Roberto Fugazot y Graciela Lecube. Estrenada el 20 de marzo de 1951, en el cine Ópera de Buenos Aires. Recibió ocho premios, entre ellos dos considerándola la mejor película de 1951. La actuación de Tita Merello como La Carancha, está considerada como una de las interpretaciones más destacadas de su carrera, y una de las interpretaciones femeninas más importantes de la historia del cine argentino.
Fue filmada en San Pedro (Buenos Aires) y en las islas adyacentes a esa ciudad. Posteriormente, Graciela Lecube trabajó en el cine y la televisión de Estados Unidos, actuando en la telenovela One Life To Live y en el episodio "Poison Ivy" (1990) de Law & Order, interpretando a Mrs. Rodríguez.
Fue reconocida como la séptima mejor película del cine argentino de todos los tiempos en la encuesta realizada por el Museo del Cine Pablo Ducrós Hicken en 1984, mientras que ocupó el puesto 11 en la edición de 2000. En una nueva versión de la encuesta organizada en 2022 por las revistas especializadas La vida útil, Taipei y La tierra quema, presentada en el Festival Internacional de Cine de Mar del Plata, la película alcanzó el puesto 49.

## Sinopsis
Los isleros es una historia que trata de la sacrificada y rudimentaria vida de las personas que viven en las islas del delta del Río Paraná, en la década del 40, y en particular de una pareja, Rosalía, apodada "La Carancha" (Tita Merello) y su compañero Leandro (Arturo García Buhr). Su hijo lleva a la casa a una mujer (Graciela Lecube), que desencadena un conflicto debido a los celos que la joven despierta en "La Carancha". La película muestra también el drama social de las inundaciones del río Paraná.

## Actores
- Tita Merello ... Rosalía
- Arturo García Buhr ... Leandro Lucena
- Roberto Fugazot ... "El Golondrina"
- Graciela Lecube ... Berta
- Enrique Fava ... Germán "El Gringo" Koehler
- Alita Román ... novia de Germán
- Luis Otero ... "El Entrerriano"
- Salvador Fortuna ... lanchero
- Matilde Rivera
- Aurelia Ferrer
- Orestes Soriani
- Cayetano Biondo ... ebrio en baile
- Mecha López ... Doña Manuela
- Max Citelli
- Lucas Demare
- José Cañizares
- Mario Passano ... Toño

## Premios
- Premios Cóndor de Plata (1952): Mejor película, mejor director, mejor adaptación, mejor actriz principal (Tita Merello)
- Academia de Artes y Ciencias Cinematográficas de la Argentina: mejor film, mejor director, mejor guion, mejor actriz principal (Tita Merello)

## Comentario
Fernando Martín Peña escribió:

«El novelista Ernesto Castro había descripto la vida de esos hombres en una recia novela de 1944 y en ella encontró Lucas Demare el mejor material posible para poner en juego sus principales cualidades como cineasta: la fluidez narrativa, la fuerza de la imagen pura, la solvencia para lidiar con rodajes difíciles. La adaptación, realizada en colaboración con el autor, es literal en la descripción básica de caracteres y en la mayoría de los diálogos. La principal modificación es una reorganización cronológica del material que elimina los saltos temporales de la novela. En ese nuevo orden del relato, la saga se vuelve necesariamente episódica, pero Demare la hace funcionar utilizando expresivamente el paisaje y apoyando la mayor parte de la acción en las interpretaciones descomunales de Arturo García Buhr y Tita Merello, que reveló en este film toda su vibración dramática. Algunos desequilibrios del film se comprenden mejor con la lectura de la novela. El feliz reencuentro de dos personajes al final, por ejemplo, parece una concesión comercial pero está en el libro y obedece a una subtrama europea por la que el film, razonablemente, se desinteresa. Al margen de esas objeciones menores, Los isleros fue un éxito comercial y un clásico instantáneo del cine argentino, proeza que Demare ya había logrado con La guerra gaucha en 1942.»

## Pérdida y reconstrucción de la copia
Los negativos originales del filme se perdieron, pero se utilizó una copia incompleta en 35mm. que integraba la colección Turner, donada al INCAA en 2012 para hacer un nuevo internegativo. El tramo que faltaba se obtuvo por ampliación de una copia en 16mm., de la misma colección.